# Устинов, Евгений Алексеевич (военачальник)
Евгений Алексеевич Устинов (род. 6 ноября 1960, Сосновский район, Горьковская область) — российский военачальник. Начальник штаба — первый заместитель командующего Воздушно-десантными войсками России с мая 2019 года. Генерал-полковник (2018).

## Биография
Евгений Алексеевич Устинов родился 6 ноября 1960 года в деревне Кайдалово Сосновского района Горьковской области (с 1992 года Нижегородская область)
По окончании средней школы, с апреля 1979 года проходил срочную службу в Ленинградском военном округе. В 1980 году поступил в Рязанское высшее воздушно-десантное командное училище имени Ленинского комсомола, которое окончил в 1984 году. В 1998 году окончил Военную академию имени М. В. Фрунзе, в 2005 году — Военную академию Генерального штаба Вооружённых Сил Российской Федерации.
Проходил службу в Воздушно-десантных войсках, последовательно занимая должности от командира взвода до заместителя командующего ВДВ. С 1985 по 1987 год в должности заместителя командира батальона участвовал в Афганской войне.
С 2000 по 2002 год — командир 331-го гвардейского парашютно-десантного полка.
С августа 2009 по 2011 год — заместитель командующего войсками Ленинградского военного округа, с 9 января 2011 по апрель 2013 года — командующий 6-й общевойсковой армией Западного военного округа.
С апреля 2013 года — заместитель командующего войсками Центрального военного округа, с сентября 2016 года — начальник штаба — первый заместитель командующего войсками Центрального военного округа. В 2016—2017 годах находился в командировке в Сирии, участвовал в разработке операции по освобождению города Пальмиры во второй раз.
С октября 2018 по январь 2019 года — временно исполняющий обязанности командующего войсками Центрального военного округа по должности. Указом Президента России от 12 декабря 2018 года присвоено воинское звание «генерал-полковник».
В мае 2019 года назначен начальником штаба — первым заместителем командующего Воздушно-десантными войсками России.
Женат. Двое сыновей.

## Награды
- Орден Святого Георгия IV степени[4][5][6]
- Орден «За заслуги перед Отечеством» 3-й степени с мечами
- Орден «За заслуги перед Отечеством» 4-й степени с мечами[7]
- Орден Александра Невского
- Орден Суворова[5][6];
- Орден Кутузова[5][6];
- Орден Мужества[5][6];
- Орден «За военные заслуги»[5][6];
- Орден «За службу Родине в Вооружённых Силах СССР» III степени[5][6];
- Медаль «За отвагу»[5][6];
- Медаль «Участнику военной операции в Сирии»[5][6];
- Медали РФ;
- Медали СССР.